# Ehrenplakette der Kammer der Technik
Die Ehrenplakette der Kammer der Technik war eine nichtstaatliche Auszeichnung   der gleichnamigen Kammer der Technik (KDT) der Deutschen Demokratischen Republik (DDR), welche 1970 aus ihrer Vorgängerin der Silbernen Plakette der Kammer der Technik (nur in Bronze) durch Umbenennung hervorgegangen war. Mit der Umbenennung war auch eine Verleihung der Ehrenplakette in Silber möglich geworden.

## Aussehen und Trageweise
Die nichttragbare Etuiemedaille ist bronzefarben, versilbert oder vergoldet und hat einen Durchmesser von 45,5 mm und zeigt auf ihrer Vorderseite in ihrer ersten Version die von 1962 bis 1975 verliehen wurde mittig das Symbol der KDT auf gekörnten Grund umschlossen von einem Lorbeerkranz. Im Zuge der geringfügigen Layoutänderung ab 1975 hatte die Plakette dann nur noch einen Durchmesser von 40 mm und zeigte ebenfalls mittig das KDT-Symbol wiederum umschlossen von einem Lorbeerkranz aber innerhalb zweier Ringe. Insgesamt wurde mit der Veränderung eine Verschlechterung der Ehrenplakette bewirkt, die ab dieser Version nur noch plump und weniger detailreich ausgestattet war wie ihre Vorgängerin. Letztere Versionen werden im Handel derzeit mit ca. 10 bis 12 €, je nach Ausführung gehandelt (Stand 2010). Obwohl in drei Stufen gestiftet, sind bisher nur Plaketten in Bronze und Silber bekannt geworden.